# Ченс, Боб
Роберт Ченс (англ. Bob Chance; 10 сентября, 1940 года, Стейтсборо, Джорджия — 3 октября, 2013 года, Чарлстон, Западная Виргиния) — американский бейсболист, первый бейсмен и райтфилдер. В 1962—1969 годах выступал в Главной лиге бейсбола (МЛБ).

## Биография
Родился в Стейтсборо, Джорджия. В 1963 году из команды Восточной лиги «Чарлстон Индианс» был поднят в команду Высшей лиги «Кливленд Индианс». Дебютировал 4 сентября в матче против «Балтимор Ориолс», трижды выйдя на биту и получив два страйк-аута. Первым хитом отметился 6 сентября в игре с «Вашингтон Сенаторс», выбив сингл против Бенни Дениелса. Первый ран заработал 8 сентября, добежав до дома со второго база после сингла Джека Кралика. Первый хоум-ран выбил на следующий день на «Метрополитан-стэдиум» против Джима Перри. В дебютном сезоне установил карьерный рекорд по проценту отбивания (28,8).
В следующем сезоне стал игроком основы «Кливленда», сыграв в общей сложности 120 игр на позициях первого бейсмена, райтфилдера или пинч-хиттера. Кроме того, сезон 1964 стал лучшим в карьере Ченса по количеству хитов (109), ранов (45), RBI (75) и хоум-ранов (14). 1 декабря 1964 года вместе с Вуди Хелдом был обменян в «Вашингтон Сенаторс» на Чака Хинтона. В сезоне 1965 активно использовался в качества пинч-хиттера, выйдя на поле в 72 играх, но в следующем сезоне провалился, показав процент отбивания всего 17,5 и выбив всего 10 хитов и один хоум-ран в 37 играх. В сезоне 1967 немного улучшил статистику, но сыграл всего 27 игр и в 1968 году отправился в команду Международной лиги «Баффало Бизонс». В апреле 1969 года был поднят в состав «Калифорния Энджелс», за которые провёл 5 игр. 30 апреля был обменян в «Атланту Брэйвз», но так и не дебютировал. Позже отправился в Японию, где присоединился к команде НПБ «Санккей Атомс», за которую отыграл два сезона и завершил карьеру.
24 июля 1964 года женился на Кэрри Лу Холл. После завершения карьеры семья Ченсов (к тому времени у них родились сын и дочь, позже родится ещё один сын) переехала в Чарлстон, родной город Кэрри. Там Боб работал чиновником, а также тренером детской баскетбольной команды. Боб умер от осложнений рака простаты в 2013 году в возрасте 73 лет.